# Lázár Gyula (tanár)
Lázár Gyula, Lázár Gyula Ferenc (Szeged, 1838. július 11. – Budapest, 1912. április 5.) bölcseleti doktor, történész, publicista, állami tanítóképzőintézeti tanár.

## Életútja
Régi székely családból származott, szülei Lázár Mihály és Mihalek Franciska. Atyja mint kamarai tisztviselő sokat utazott és fia már korán megismerte Magyarország különböző vidékeit és a tengermellékét. Tanulmányait Szegeden, Komáromban, Fiuméban és Pozsonyban végezte; két évet töltött a bécsi és müncheni egyetemen, ahol Carriere-t és Giesebrechtet hallgatta. Azután nevelő volt a báró Wenckheim-családnál és beutazta Európa nagy részét. 1872-től több helyt mint tanár működött: Szabadkán, Budapesten, Temesvárott, Kolozsvárt és 1896-tól a budapesti VI. kerületi állami polgári iskolai tanítóképző (Erzsébet-nőiskola) rendes tanára volt. 1887-1888 telén Kolozsvárott házasságot kötött Kasztner Janka tanítónőképezdei igazgatónővel.

## Írásai
Történelmi cikkei, emlékbeszédei, tanulmányai, tárcacikkei, melyeket magyarul és németül írt, több százra mennek; németországi tartózkodása alatt sokat írt az augsburgi Allgemeine Zeitungba és a Süddeutsche Pressébe. Bizalmas összeköttetésben állott Kolbbal és Julius Lessinggel. Cikkei a Honban (1876. 281-288. Tanulmányok a szlávokról, 1860. 281., 285-6. Albania és az albánok, 319. Egy cikk a káromlásról sat.), a Győri Közlönyben (1885. 4. sz. Két magyar diplomata), az Erdélyi Múzeumban (1889. Adalékok a temesi bánság és Szerbia kormányzásához a passarovici béke után), a Nőnevelésben (1897. Brassai Sámuel); Pallas nagy lexikonába számos cikket írt, így Lengyelország (Mangold Lajossal együtt), Törökország és Oroszország történetét.

## Munkái
- Rosen und Dornen. Berlin, 1868. (Erwin Holm álnév alatt.)
- Deutschland und Europa nach dem Kriege. München, 1871. (Névtelenül.)
- Regierung und Opposition, ein Beitrag zur Charakteristik der ungarischen Reichstagsmajorität. Pest, 1872. (Névtelenül.)
- Washington élete. Élet- és jellemrajz. Pest, 1872. (Történeti Könyvtár 2.)
- Az ozman uralom története Europában. Budapest, 1877. Két kötet.
- A normannok. Budapest, 1878. (Történeti Könyvtár 42.)
- Velencze alapítása és fénykora. Budapest, 1878. (Történeti Könyvtár 44.)
- A régi Egyiptom története és fénykora. Budapest, 1878. (Történeti Könyvtár 47.)
- India története. Budapest, 1878. (Történeti Könyvtár 49.)
- Kyros és a régi perzsák története. Budapest, 1878. (Történeti Könyvtár 50.)
- Phoenikia története. Budapest, 1878. (Történeti Könyvtár 51.)
- Lykurgos és Solon vagy két törvényhozó az ó-korból. Budapest, 1878. (Történeti Könyvtár 53.)
- Gustáv Adolf, egy hős a trónon. Budapest, 1878. (Történeti Könyvtár 54.)
- II. Katalin czárnő élete. Budapest, 1878. (Történeti Könyvtár 56.)
- Jeanne d'Arc, az orleansi szűz története. Budapest, 1878. (Történeti Könyvtár 57.)
- Assyria és Babylonia története. Budapest, 1879. (Történeti Könyvtár 60.)
- A keresztes háborúk története. Budapest, 1879. (Történeti Könyvtár 61.)
- Erzsébet angol királynő és kora. Budapest, 1879. (Történeti Könyvtár 63.)
- Az ozmán birodalom fénykora és hanyatlása. Budapest, 1879. (Történeti Könyvtár 64.)
- Khina és Japán. Történelmi és mívelődési rajz. Budapest, 1879. (Történeti Könyvtár 65.)
- A népvándorlás története. Budapest, 1879. (Történeti Könyvtár 66.)
- Castriota György (Iszkender bég) és az albán szabadságharcz. Budapest, 1880. (Történeti Könyvtár 70.)
- Das Judenthum in seiner Vergangenheit und Gegenwart. Berlin, 1880.
- A görög függetlenségi harcz történetének vázlata. Budapest, 1881. (Történeti Könyvtár 72.)
- Mária Terézia és kora. Budapest, 1881. (Történeti Könyvtár 73.)
- Fiume. A magyar korona gyöngye. Budapest, 1881.
- A zendülők Pitcairn szigetén. Elbeszélés az ifjuság számára. Jäger után átdolgozta. Budapest, 1882. (Az Ifjuság Olcsó Könyvtára 4.)
- Höcker Gusztáv, A vadölő. Cooper regénye után ford. Budapest, 1882. (Az Ifjuság Olcsó Könyvtára 56.)
- A két árva. Elbeszélés az ifjuság számára. Átdolgozta. Budapest, 1882. (Az Ifjuság Olcsó Könyvtára 7.)
- Lear király. Schmidt Ferdinand elbeszélése után írta. Budapest, 1882. (Az Ifjuság Olcsó Könyvtára 8., 9.)
- Nickleby Miklós. Dickens elbeszélése, a magyar ifjuság számára átdolgozta. Budapest, 1883. (Az Ifjuság Olcsó Könyvtára 12-14.)
- Washington György. Schmidt Ferdinand után. Budapest,  1886. (Az Ifjuság Olcsó Könyvtára 15., 16.)
- Mária Lujza, a francziák császárnéja. Jellemrajz. Budapest, 1883. (Történeti Könyvtár 75.)
- Kálmán király és kora. Mívelődéstörténeti rajz. Budapest, 1883. (Történeti Könyvtár 76.)
- Eugen, savoyai herczeg. Élet- és jellemrajz. Budapest, 1883. (Történeti Könyvtár 77.)
- A török birodalom története. Nagybecskerek, 1890. (2. kiadás. Szabó Ferencz kiadásában: Történeti, Nép- és Földrajzi Könyvtár XXI.)
- Az orosz birodalom története. Temesvár, 1890-1891. Négy kötet. (Történeti, Nép- és Földrajzi Könyvtár XXIX-XXXI.)
- Angolország történelme. Temesvár, 1892–1893. négy kötetben (Történeti, Nép- és Földrajzi Könyvtár XLII–XLV.)
- Szent Erzsébet magyar királyi herczegnő élete. Kor- és jellemrajz. Budapest, 1898.
- A második ezerév kezdetén. Budapest, 1898.

Szerkesztette a Történeti Könyvtár című könyvsorozatot 1871-től 1885-ig Budapesten Áldor Imrével együtt.